# Street Hunter (película de 1990)
Street Hunter (conocida en España como El cazador callejero) es una película de acción y drama de 1990, dirigida por John A. Gallagher, que a su vez la escribió junto a Steve James, musicalizada por Barry Fasman y Dana Walden, a cargo de la fotografía estuvo Phil Parmet, el elenco está compuesto por Steve James, Reb Brown y John Leguizamo, entre otros. El filme fue realizado por 21st Century Film Corporation, se estrenó el 2 de noviembre de 1990.

## Sinopsis
Logan Blade es un rudo ex oficial de policía transformado en cazarrecompensas, tiene que confrontar a una banda callejera dirigida por el joven Ángel y su cruel guardaespaldas, el coronel Walsh.

## Reparto
- Steve James como Logan Blade.
- Reb Brown como Coronel Walsh.
- John Leguizamo como Ángel.
- Valarie Pettiford como Denise.
- Frank Vincent como Don Mario Romano.
- Tom Wright como Riley.
- Richie Havens como Daze.
- Richard Panebianco como Louis Romano.
- Sam Coppola como Jannelli.
- Thom Christopher como Wellman.